# Resolució 1177 del Consell de Seguretat de les Nacions Unides
La Resolució 1177 del Consell de Seguretat de les Nacions Unides fou adoptada per unanimitat el 26 de juny de 1998. després de reconèixer la deterioració de la situació entre Eritrea i Etiòpia, el Consell va condemnar la Guerra entre Etiòpia i Eritrea i va exigir un alto el foc immediat en la disputa fronterera.
Hi va haver una profunda preocupació per les conseqüències del conflicte entre Etiòpia i Eritrea, amb el Consell afirmant que les disputes havien de resoldre's de forma pacífica i que l'ús de la força armada era inacceptable. Va assenyalar les promeses del govern d'Etiòpia i dgovern d'Eritrea per posar fi als bombardeigs i del seu objectiu de demarcar i delimitar la seva frontera d'una manera mútuament amistosa.
El Consell de Seguretat va condemnar l'ús de la força i va exigir que ambdues parts cessessin les hostilitats amb efecte immediat. Demana una solució pacífica del conflicte en cooperació amb l'Organització de la Unitat Africana (OUA). També es va demanar a les parts que s'abstinguessin d'accions que augmentessin la situació i adoptessin mesures que fomentin la confiança entre les dues parts, inclosa la garantia dels drets i la seguretat dels ciutadans d'ambdós estats. El secretari general Kofi Annan es va dirigir a establir un fons fiduciari i proporcionar assistència tècnica en el procés de les dues parts que demarquin la seva frontera comuna.
Ambdues parts van donar la benvinguda a la resolució; Eritrea va dir que per primera vegada es van abordar les preocupacions d'ambdós països, mentre que Etiòpia era conscient que la seva adopció semblava reforçar la demanda de Ruanda, els Estats Units i la OUA que Eritrea es retirés al territori que ocupava abans de l'esclat del conflicte.